# 이경익
이경익(李慶益, 1573년/1574년 ~ 1624년 4월)은 조선 후기의 문신이다. 본관은 우계(羽溪)이고, 자(字)는 중정(仲正) 또는 중정(中正)이다. 예조참판 이명남의 아들이다. 당색으로는 북인(北人) 당원이었다.
1613년(광해군 5년) 계축(癸丑) 증광시(增廣試) 진사에 합격하고 음서로 관직에 올라 승의랑(承議郞)에 올랐으며, 승의랑 재직 중 1616년(광해군 8년) 증광문과(增廣文科)에 병과(丙科)로 급제하였다. 교리, 예문관검열 등을 지냈으며 행예문관검열(行藝文館檢閱)로 춘추관기사관을 겸하여 선조실록의 편찬에 중도 참여하였다.
이후 예조좌랑, 세자시강원사서, 사긴원정언, 성균관전적, 수찬 등을 거쳐 다시 정언으로 임명되어 인목대비 폐모론 당시 삼사의 관원으로 참여하고, 홍문관교리가 되었다. 인조 반정 당시 그의 직책은 인조실록에 의하면 교리라 한다. 그런데 국조방목에 의하면 그의 최종직책은 이조정랑이라 한다. 1623년(광해군 15) 3월 인조반정 이후 체직되었다가 김주하(金奏夏), 조유선(趙裕善), 윤성임(尹聖任) 등과 함께 삼사(三司)에 있으면서 폐모론을 주장하였다는 이유로 거듭된 공격으로 관직을 삭탈당하였으며, 이듬해 4월 이괄의 난 당시 형문을 받던 중 사망하였다.

## 생애

### 초기 활동
1573년 또는 1574년에 경기도 광주군 언주면 내곡리(현, 서울특별시 강남구 내곡동)에서 태어났으며 생일은 미상이다. 증조부는 이감이고, 할아버지는 문신이자 임진왜란 때의 의병장 이성헌이고, 아버지는 문과에 급제하여 예조참의를 지낸 이명남(李命男)이다. 숙부는 이영남(李英男)으로 뒤에 길남으로 이름을 고쳤으며, 이경항(李慶恒)은 그의 사촌 동생이 된다. 조선 숙종 때의 남인 중진 문신 송곡 이서우는 그의 5촌 조카였다. 그가 태어날 당시에는 증조할아버지인 이감(李戡)이 생존해 있었다. 자(字)는 중정(仲正), 중정(中正)이다. 경일(景一), 조경(祚慶)이라는 별칭도 있었다.
국조방목, 사마방목에는 모두 1573년생으로 나타나는데, 족보 기록에는 1574년생으로 기록되었다. 정확한 생일은 미상이다.
5대조 이지방이 무관이 되어 가세를 일으켰으며, 고조부 이광식, 종증조부 이전, 이용 등은 모두 변방의 무관으로 활약했다. 증조부 이감의 대에 문과에 급제하여 문반이 되었으나, 훈구파 윤원형의 편에 가담했다가 이량의 편으로 노선을 전환했다가 몰락한다. 조부 이성헌은 아버지 이감에 연좌되어 여러번 파직과 복관을 반복했다. 아버지 이명남은 임진왜란 때에 원종공신에 올랐으며, 임진왜란 후 문과에 급제하여 다시 관직에 진출한다.
2000년대 이후 조선시대의 사서와 금석문을 판독하는 과정에서 아버지 이명남의 부인들의 존재 역시 확인되었다. 그러나 이명남의 두 부인 중 누가 그의 친생모인지는 확인되지 않는다.
형제 1명이 있었으나 이름이 전하지 않고, 누이 1명은 용재 이행(容齋 李荇)의 증손 덕수이씨 이안민(李安民)에게 출가했다. 이경항(李慶恒), 이경복은 그의 사촌동생으로, 삼촌 이길남의 아들들이었다. 이경항의 넷째 아들이자 숙종때의 남인 청남 중진 송곡 이서우는 그의 5촌 조카가 된다. 국조방목에 의하면 그는 대북(大北)의 당원이었다 한다.

### 과거 급제와 관료 생활
유학(幼學)으로 1613년(광해군 5년) 9월 1일 계축(癸丑) 증광시(增廣試) 진사에 3등(三等) 53위로 입격하여 진사가 되고, 이후 음서로 관직에 올랐다. 승의랑(承議郞)에 재직 중 1616년(광해군 8년) 4월 5일 증광문과(增廣文科)에 병과(丙科) 3위로 급제하였다. 이후 봉정대부(奉正大夫) 행예문관검열(行藝文館檢閱)로 춘추관기사관을 겸하여 《선조실록》의 편찬에 중도 참여하였다.
1616년(광해군 8년) 예문관검열, 1617년 예문관대교를 지냈다. 1617년 인목대비 폐비 당시 폐모논의에 참석하였다. 그해 11월 25일 예문관대교로 백관의 인목대비 폐모 논의 때 예문관 봉교 박종윤(朴宗胤), 구익환(具益煥), 대교 김주하(金奏夏), 검열 안응로(安應魯) 등과 함께 참석하여, 죄가 종묘와 사직에 관계되므로 신하들이 분노하는 바이며, 정론이 이미 나왔으니 결단코 다른 의론이 없다고 하였다. 1618년(광해군 10년) 1월 예문관의 관원들이 공론에 따라 인목대비 폐비를 청할 때 예문관 봉교 오익환(吳益煥)·조정생(曺挺生), 대교 김주하(金奏夏), 검열 안응로(安應魯)·박종윤(朴宗胤)·이필달(李必達)·이점(李蒧) 등과 함께 공동으로 연명 상소하였다.
11월 24일 예문관대교로, 봉교 박종윤(朴宗胤)ㆍ구익환(具益煥), 대교 김주하(金奏夏), 검열 안응로(安應魯) 등과 함께 인목대비를 규탄, "죄가 종묘와 사직에 관계되므로 신하들이 분노하는 바입니다. 정론이 이미 나왔으니 결단코 다른 의론이 없습니다."라 하였다. 11월 25일 백관과 함께 인목대비 폐비 논의에 참여하였다.
1618년(광해군 10) 9월 12일 예조좌랑, 11월 9일 세자시강원사서에 임명되었다. 11월 27일 사간원정언, 12월 25일 성균관전적에 임명되었다. 1619년(광해군 11) 1월 23일 부수찬에 임명되었으며, 그해 3월 대간으로서의 직책을 다하지 못했다 하여 스스로 사직을 청하였으나 광해군이 받아들이지 않았다. 이후 이조정랑, 8월 27일 홍문관수찬을 거쳐 12월 6일 다시 사긴원 정언이 되었다.
1622년(광해군 14) 대사간 유대건의 논계로 체직되었으며 그해 4월 부수찬, 정언을 지냈다. 그해 5월 역모 고변인을 지적하지 않았다는 이유로 대사간 유대건의 논계를 받았으나 광해군이 이를 무마시켰다. 이에 5월 10일 사직을 청하였으나 광해군이 만류하였다. 그해 11월 5일 홍문관수찬이 되고, 부교리가 되었다가 12월 28일 교리에 임명되었다. 한때 서장관의 망에 오르기도 했으나 병든 아버지가 있어서 취소되었다.

### 인조 반정 이후
1623년 3월 인조 반정 당시 그의 직책은 인조실록에 의하면 교리라 한다. 그런데 국조방목에 의하면 그의 최종직책은 이조정랑이라 한다.
1623년(광해군 15) 3월 인조 반정 직후 사간 이성구(李聖求) 등의 논계를 받고 3월 15일 체직되었다.
1623년(인조 1) 4월 29일 양사의 합계로 삭탈관직(削奪官爵)되었다. 이듬해 양사가 합계하여 나국하여 죄를 줄 것을 청했으나 인조가 듣지 않았다. 이에 여러번 아뢰어 국문하게 하였다. 같은 날 문외출송(門外黜送)되었다. 1624년(인조 2) 연려실기술과 계해정사록에 의하면 이괄의 난 당시 곤장을 맞고 죽었다 하고, 국조방목에 의하면 고사(拷死), 이괄의 난 당시 고문을 당하다 죽었다 한다.

### 사후
묘소의 위치는 실전되었다. 과거 급제 직전의 전력은 2000년 국조방목이 네이트 한국학 등으로 국역되는 과정에서 알려졌고, 처부와 처가에 대한 기록은 2002년 사마방목이 국역화되는 과정에서 알려지게 되었다.
그에 대한 기록은 실전되었다가 2000년대 이후 사서를 판독하는 과정에서 알려지게 되었다. 1970년대 국사편찬위원회 주도 하에 대동야승, 연려실기술 등이 한글로 번역되면서 일부 행적이 알려졌고, 2000년 조선왕조실록이 한글로 국역화되면서 일부 행적이 알려지게 되었다.

## 가족 관계
자녀 기록과 가계 기록이 상세하지 않아 딸 중 세명의 존재만이 전한다.
- 할아버지 : 이성헌(李成憲, 1534년 ~ 1601년)
- 할머니 : 전주이씨, 광원군 이구수의 딸
  - 숙부 : 이길남(李吉男, 1561년 ~ 1644년)
    - 사촌 동생 : 이경항(李慶恒, 1601년 ~ 1643년)

  - 고모 : 우계이씨(1565년 ~ ?년 3월 26일)
  - 고모부 : 이안민(李安民, 1568년 ~ 1640년 7월 13일, 목사), 덕수이씨
    - 고종사촌 : 이강(李木+畺)
    - 고종사촌 : 이첨(李木+詹)
    - 고종사촌 : 이격(李格, 군수)
    - 고종사촌 : 이환(李桓)
    - 고종사촌누이 : 덕수이씨
    - 고종사촌매제 : 정언유(丁彦瑜), 나주정씨, 봉사, 상주목사, 감사 정호선(丁好善)의 자
- 아버지 : 이명남(李命男, 1556년 ~ 1619년)
- 어머니 : 동래정씨(東萊鄭氏), 정순하의 딸, 정광보의 증손녀
- 어머니 : 전의이씨(全義李氏), 이대임의 딸
  - 누이 : 우계이씨
  - 매부 : 이한(李澣)
    - 외조카 : 이해생(李亥生)
    - 외조카사위 : 전수범(全守範)
- 부인 : 창녕성씨(? ~ ?), 성철(成哲)의 딸
  - 딸 : 우계이씨(? ~ 1633년 2월)
  - 사위 : 남명익(南溟翼, 1602년 1월 3일 ~ 1655년 10월 2일), 의령인
  - 외손자 : 남언성(南彦成)
  - 외손자 : 남언창(南彦昌)
  - 외손녀 : 의령남씨
  - 외손녀사위 : 성대현(成大顯)
- 측실 : 이름 미상
  - 딸 : 우계이씨
  - 사위 : 남명우(南溟羽, 1592년 ~ 1647년), 의령인
  - 딸 : 우계이씨
  - 사위 : 안진(安鎭), 전라도관찰출척사 증 병조참판 안종신 7대손
    - 외손자 : 안두성
    - 외손자 : 안추성
    - 외손자 : 안상성
    - 외손자 : 안명성
- 장인 : 성철(成哲, ? ~ 1624년 1월 25일)
- 장모 : 이름 미상
  - 처조부 : 성효량(成孝良, ? ~ 1624년 1월 25일)
  - 처조모 : 밀양박씨(密陽朴氏), 주부 박운용(朴雲龍)의 딸

## 기타
그의 장인 성철, 처조부 성효량(成孝良)은 1624년 기자헌 사건에 관련되어 그해 1월 25일 살해되었다.
그의 사위 중 1명은 동래부사를 역임한 안진(安鎭)이고, 안진의 손자 안여천(安汝天)의 사위는 이심(李審)으로, 이심은 이경익의 사촌동생 이경항(李慶恒)의 넷째아들 이서우의 손자이자, 이서우의 셋째아들 이홍관(李弘觀)의 아들이다.

## 같이 보기
- 임진왜란
- 선조실록
- 인조 반정
- 이명남
- 이괄의 난
- 남명익
- 이안민
- 이경익
- 한영
- 성철

## 참고 문헌
- 국조방목, 사마방목, 광해군일기, 인조실록, 연려실기술, 계해정사록